# コンフォートスイーツホテル
コンフォートスイーツホテル（英語: Comfort Suites Hotels）は、チョイスホテルズインターナショナルが展開しているホテルチェーンのブランド名称である。
ブランドコンセプトは、レジャー志向、インバウンド向けの上級クラスのホテルであり、既に展開されているコンフォートホテルよりも上位のブランドと発表されている。
日本では2018年3月30日開業のコンフォートスイーツ東京ベイ（千葉県浦安市、チョイスホテルズジャパン運営）が1号店となる。